# Ama (Romina Falconi)
Ama è il singolo di debutto della cantante italiana Romina Falconi, pubblicato il 28 febbraio 2007 dalla Universal Music Italia.
Il brano è stato presentato alla 57ª edizione del Festival di Sanremo, durante la quale Falconi partecipò nella categoria Giovani, rientrando tra gli otto finalisti.

## Descrizione
Il testo di Ama è stato scritto da Romina Falconi con Marco Randazzo e Manrico Marcucci, il quale ne ha composto la musica assieme a Simone Ciammarughi. Randazzo ha curato la produzione del brano, accompagnato da Angelo Di Martino, Maurizio Vassallo e Umberto Maria Chiaramonte. La traccia vede la collaborazione di Big Fish alla drum machine e Cristiano Fini alla chitarra acustica.
In seguito all'esibizione del brano al Festival di Sanremo, la Falconi ricevette buone recensioni di pubblico e critica le quali le consentirono di firmare un contratto discografico con la Universal. Alcuni critici paragonarono il brano ai lavori di Christina Aguilera. Federico Traversa di All Music apprezzò l'esibizione della cantante durante il festival sanremese e descrisse Ama come «un pezzo steso fra soul e rhythm and blues di notevole difficoltà».
Pubblicato nel febbraio del 2007 come primo singolo dell'artista, Ama ha raggiunto la posizione numero 38 della classifica FIMI.

## Tracce
1. Ama – 3:21
2. Ama (Piano e vox) – 3:23
3. Ama (Base) – 3:21

## Formazione
Crediti adattati dal booklet di Ama.
- Romina Falconi – composizione
- Big Fish – drum machine
- Emanuele Bossi – orchestrazione
- Umberto Maria Chiaramonte – produzione
- Simone Ciammarughi – composizione, orchestrazione
- Angelo Di Martino – produzione
- Cristiano Fini – assistenza musicale, chitarra acustica

- Gabriele Gaffino – grafica
- Manrico Marcucci – composizione
- Luca Pace – direzione artistica
- Claudio Porcarelli – fotografia
- Marco Randazzo – produzione, composizione
- Maurizio Vassallo – produzione

## Classifiche
| Classifica (2007) | Posizione massima |
| ----------------- | ----------------- |
| Italia            | 38                |